# Matías Sen
Matías Eric Sen (Cruz Alta, Provincia de Córdoba, Argentina, 29 de octubre de 1991) es un futbolista argentino. Juega como delantero

## Trayectoria
Realizó sus formativa en el Newell's Old Boys luego este fue cedido a su siguiente club y con quien debutaría como profesional.
Su debut como profesional fue el 2012 cuando con C. S. Desamparados de San Juan que competía en el Torneo Argentino A en la temporada 2012-2013 donde descendería sin embargo mantuvo una buena actuación con 19 partidos y 5 goles y finalizando su préstamo.

### Sarmiento
Durante la temporada 2012-2013 mantuvo un rápido paso por el equipo Verde, donde no debutó y solo llegó a estar 1 vez en banca.

### San Simón
A mediados del 2014 se le abre las puertas al extranjero el equipo San Simón de Moquegua lo ficharía para disputar el Campeonato Descentralizado 2014, fue declarado como la mejor contratación del club donde anotó 9 goles en 14 partidos, sin embargo a final de temporada descendió de categoría. Compartió camerino con su compatriota Federico Nicosia, la siguiente temporada 2015 se mantuvo continuo para jugar la Segunda División Peruana 2015 donde su equipo perdería la categoría acabando último en la tabla, en lo individual logró en 12 partidos 7 goles. Pese a todo ello, durante la temporada 2014 fue la única vez, hasta el presente, que Sen disputó un torneo de primera división en su carrera.

### Villa San Carlos
Tras perder la categoría, el 2016 vuelve a Argentina para jugar por Villa San Carlos que disputaba la Primera B Argentina 2016, mantuvo una opaca actuación a comparación de otros años con 17 partidos y 1 gol, el club le dio otra oportunidad para la Primera B Argentina 2016-17 sin embargo empeoraría tras no lograr ningún gol, al final de temporada no se le renovarían contrato.

### Unión La Calera
El 2017 llega a Unión La Calera que disputaba la Primera B de Chile 2017, donde su club ascendería tras vencer en penales a Santiago Wanderers sin embargo no sería parte del equipo final luego de que su equipo decidiera rescindir contrato acabando con 12 partidos y 2 goles.

### Cienciano
En el 2017 vuelve a Perú  para jugar por Cienciano del Cusco, su llegada fue criticada por algunos hinchas por sus actuaciones en sus 2 últimos equipos, disputando así la Segunda División Perú 2017. su equipo acabó sexto y jugó en 10 partidos donde logró anotar 7 goles.
El 2018 renueva su contrato y con una nueva modalidad disputa la Segunda División Perú 2018 donde su equipo lograría ser tercero en la tabla general, esto lo clasificó a unos Play-offs donde llegaría a semifinales donde caería contra Mannucci y clasificando a un Cuadrangular Final tras vencer a Juan Aurich, aquí sería una de las partes fundamentales por detrás del experimentado delantero Ramon del Solar, este lograría ser Capitán en uno de los partidos del cuadrangular, finalmente no lograría el ansiado ascenso sin embargo lograría recuperar su continuidad y una nueva perspectiva por parte de los hinchas acabando con 26 partidos y logró anotar 12 goles, por parte de algunos hinchas lo apodaron como "El salvador del Rojo".

### Atlético Grau
El 2019 tras no renovar, llega a Atlético Grau destacándose por gran capacidad goleadora, para disputar la Liga 2 Perú (2019), debuta contra el Juan Aurich por la primera fecha, sin embargo este sufre una dura lesión que lo dejaría entre 2 y 3 meses de baja, y no sería hasta el partido ante Los Caimanes por la fecha 7, en que volvería a las canchas, logrando dos goles para imponerse 2-3.

### Comerciantes Unidos
En el 2023 es campeón de la Liga 2 con el Comerciantes Unidos al quedar primero en la tabla acumulada, por lo cual conseguiría el ascenso a la Liga 1. En 2024 su equipo se salvo del descenso y Sen tuvo una gran actuación en la liga 1 2024 con 13 goles , siendo el goleador de su equipo.

## Estadísticas

### Clubes
| Club                       | Div.          | Temporada     | Liga  | Liga  | Copas nacionales | Copas nacionales | Total | Total |
| Club                       | Div.          | Temporada     | Part. | Goles | Part.            | Goles            | Part. | Goles |
| -------------------------- | ------------- | ------------- | ----- | ----- | ---------------- | ---------------- | ----- | ----- |
| Desamparados Argentina     | 3.ª           | 2012-13       | 19    | 5     | -                | -                | 19    | 5     |
| Desamparados Argentina     | Total club    | Total club    | 19    | 5     | -                | -                | 19    | 5     |
| San Simón · Perú           | 1.ª           | 2014          | 14    | 4     | -                | -                | 14    | 4     |
| San Simón · Perú           | 2.ª           | 2015          | 12    | 7     | -                | -                | 12    | 7     |
| San Simón · Perú           | Total club    | Total club    | 26    | 11    | -                | -                | 26    | 11    |
| Villa San Carlos Argentina | 2.ª           | 2016          | 30    | 1     | -                | -                | 30    | 1     |
| Villa San Carlos Argentina | Total club    | Total club    | 30    | 1     | -                | -                | 30    | 1     |
| Unión La Calera · Chile    | 2.ª           | 2017          | 12    | 2     | -                | -                | 12    | 2     |
| Unión La Calera · Chile    | Total club    | Total club    | 12    | 2     | -                | -                | 12    | 2     |
| Cienciano · Perú           | 2.ª           | 2017          | 10    | 7     | -                | -                | 10    | 7     |
| Cienciano · Perú           | 2.ª           | 2018          | 26    | 12    | -                | -                | 26    | 12    |
| Cienciano · Perú           | Total club    | Total club    | 36    | 19    | -                | -                | 36    | 19    |
| Atlético Grau · Perú       | 2.ª           | 2019          | 17    | 5     | 2                | -                | 19    | 5     |
| Atlético Grau · Perú       | Total club    | Total club    | 17    | 5     | 2                | 0                | 19    | 5     |
| Comerciantes Unidos · Perú | 2.ª           | 2020          | 6     | 5     | -                | -                | 6     | 5     |
| Sport Chavelines · Perú    | 2.ª           | 2021          | 13    | 13    | 2                | 0                | 15    | 13    |
| Sport Chavelines · Perú    | Total club    | Total club    | 13    | 13    | 2                | 0                | 15    | 13    |
| Comerciantes Unidos · Perú | 2.ª           | 2022          | 22    | 14    | 0                | 0                | 22    | 14    |
| Comerciantes Unidos · Perú | 2.ª           | 2023          | 24    | 20    | 0                | 0                | 24    | 20    |
| Comerciantes Unidos · Perú | 1.ª           | 2024          | 29    | 13    | 0                | 0                | 29    | 13    |
| Comerciantes Unidos · Perú | 1.ª           | 2025          |       |       |                  |                  |       |       |
| Comerciantes Unidos · Perú | Total club    | Total club    | 84    | 52    | 0                | 0                | 84    | 52    |
| Total carrera              | Total carrera | Total carrera | 237   | 108   | 4                | 0                | 241   | 108   |

## Palmarés

### Campeonatos nacionales
| Título            | Club                | País | Año  |
| ----------------- | ------------------- | ---- | ---- |
| Copa Bicentenario | Atlético Grau       | Perú | 2019 |
| Liga 2            | Comerciantes Unidos | Perú | 2023 |

### Distinciones individuales
| Distinción                                                                  | Año  |
| --------------------------------------------------------------------------- | ---- |
| Preseleccionado como delantero en el mejor once de la Liga 2 según la SAFAP | 2020 |
| Preseleccionado como mejor jugador de la Liga 2 según la SAFAP              | 2020 |
| Equipo ideal de la Liga 2 según Dechalaca.com                               | 2020 |
| Preseleccionado como delantero en el mejor once de la Liga 2 según la SAFAP | 2021 |
| Máximo goleador de la Liga 2                                                | 2022 |
| Máximo goleador de la Liga 2                                                | 2023 |